# Dynamic Link Library
Dynamic Link Library (aus dem Englischen entlehnt; kurz DLL) bezeichnet allgemein eine dynamische Programmbibliothek; meist bezieht sich der Begriff jedoch auf die für die Betriebssysteme Windows und OS/2 verwendete Variante.
DLL-Dateien verwenden das auch für ausführbare EXE-Dateien gebräuchliche Dateiformat, das in 16-Bit-Programmen das New-Executable-Format, in 16- und 32-Bit-Programmen das Linear-Executable-Format sowie in 32- und 64-Bit-Programmen das Portable-Executable-Format ist. Diese Dateien können Programmcode (Maschinencode), Daten und Ressourcen in beliebiger Kombination enthalten.
Die Windows-Dateinamenserweiterung für solche Bibliotheken ist gewöhnlich DLL. Zudem können es jedoch auch andere Dateiendungen, wie CPL (für die Systemsteuerung), OCX (für Bibliotheken mit ActiveX-Steuerelementen) oder auch DRV (für Treiber), sein.

## Hintergrund
Der Hauptzweck von DLL-Dateien ist, den von Anwendungen auf der Festplatte und im Hauptspeicher benötigten Speicherplatz zu reduzieren. Code und Daten, die von mehr als einer Anwendung benötigt werden könnten, werden deshalb in einer einzelnen Datei auf der Festplatte gespeichert und nur einmal in den Hauptspeicher geladen, wenn mehrere Programme dieselbe Programmbibliothek benötigen.

### Weitere Vorteile
Wird ein Stück Programmcode verbessert, müssen nicht alle Programme geändert werden, die diesen Code nutzen, sondern es genügt, ihn in der DLL zu aktualisieren. Alle Programme können in diesem Fall auf die aktualisierte Fassung zugreifen. Dadurch ist es Softwareentwicklern möglich, relativ kleine Patches für größere Softwarepakete herauszugeben, beispielsweise auch für ganze Betriebssysteme. Ein ganzes Paket kann so durch die Aktualisierung einzelner DLLs auf den neuesten Stand gebracht werden.
In Form von Plug-ins können mit DLLs neue Programmteile für ein bereits bestehendes Programm erstellt und darin nahtlos integriert werden, ohne dass am schon existierenden Programm Veränderungen vorgenommen werden müssten. Diese Idee der dynamischen „Einbindbarkeit“ wird zum Beispiel unter Windows durch ActiveX realisiert.
Auch können durch solch einen modularen Aufbau nicht benötigte Funktionen einfach deaktiviert werden.

### Schwächen
Ein bei Windows auch DLL-Konflikt genanntes Problem tritt auf, wenn mehrere Anwendungen verschiedene Versionen der gleichen DLL benötigen. Falls einem Programm die erforderliche Version fehlt, kann das zu Problemen, wie fehlerhaften Installationen, führen. Dieser Konflikt kann oft behoben werden, indem die jeweils richtige Version der Programmbibliothek in den Programmordner des jeweiligen Programms kopiert wird. Der Effekt der Speicherersparnis wird dadurch allerdings wieder zunichtegemacht. Mit Microsoft .NET ist es möglich, Versionskonflikte bei DLL-Dateien zu umgehen, indem sie die gleichzeitige Existenz von mehreren Versionen einer Programmbibliothek ermöglichen. Dies ist aber nur für mit .NET entwickelte DLL-Dateien möglich.
In bestimmten Fällen ist DLL Hijacking oder die bösartige Nutzung von DLL-Injection möglich.

## Betriebssysteminterne Behandlung

### Laden von DLLs bei einem Programmstart
Wenn ein Programm ausgeführt werden soll, dann wird es vom Loader des Betriebssystems in den Speicher geladen und die „Import-Tabelle“ des Programms ausgelesen. In dieser Tabelle befinden sich alle DLL-Befehls-Namen oder die Ordnungszahlen der DLL-Befehle, die von diesem Programm benötigt werden. Der Loader lädt nun die fehlenden DLLs in den Speicher und fügt in der Import-Tabelle des Programms die Einsprungadressen der einzelnen Befehle ein.

### DLL-Datei-Aufbau
Eine DLL hat (nach dem MZ-Header) denselben NE-, LE/LX- oder PE-Header wie eine normale ausführbare Datei, nur ist im Falle einer NE der DWORD-Flag an der Adresse 0Chex im NE-Header auf 8000hex gesetzt (Library Module flag) beziehungsweise im PE-Header im Characteristics-Wert das IMAGE_FILE_DLL-Bit gesetzt. Während sowohl DLLs als auch ausführbare Dateien eine „Export-Tabelle“ besitzen können, wird dies bei letzteren selten benutzt. In dieser Export-Tabelle sind alle Namen der Funktionen und Variablen aufgelistet, die die DLL an externe Software zur Verfügung stellt. Diese Namen müssen alphabetisch sortiert sein, damit der Loader sie finden kann.

### Aufruf eines DLL-Befehles durch ein Programm
Zuerst werden die zu übergebenden Werte – sinngemäß wie bei anderen Unterprogrammen – auf dem Stack abgelegt, dann wird ein indirekter Sprung auf den Wert der vom Loader in der Import-Tabelle hinterlegten DLL-Adresse durchgeführt.

### DLLs im Speicher
Es gibt zwei verschiedene Varianten, wie DLLs vom Betriebssystem in den Speicher geladen werden können. Es gibt statische DLLs, die nur einmal geladen werden. Alle Programme greifen dann auf diese eine Instanz der DLL zu. Diese DLL besitzt dann nur einen einzigen globalen Speicherbereich. Die Windows-Kernel-DLLs sind solche statischen DLLs, was ihnen erlaubt, das gesamte System zu verwalten (z. B. alle offenen Dateien zu überwachen).
Eine andere Variante DLLs im Speicher zu verwalten, ist die, dass jedes Mal, wenn ein neues Programm eine DLL benötigt, eine neue Instanz von dieser in den Speicher geladen wird.
Ob eine DLL statisch ist oder nicht, legt ein weiteres Flag im Header der DLL fest.

### DLL-Instanzenzähler
Jedes Mal, wenn eine DLL von einem Programm geladen wird, wird ein interner Instanzenzähler für diese DLL erhöht. Über diesen Zähler kann das System erkennen, ob eine DLL noch in Verwendung ist oder entladen werden kann. Letzteres geschieht, wenn der Instanzenzähler null erreicht, da das letzte laufende Programm, welches die DLL benutzt hat, die DLL entladen hat und diese nicht weiter im Speicher vorgehalten werden muss.

## Programmierbeispiele für 32-Bit Windows

### Arbeiten mit DLLs in Visual C++

#### Erstellen einer DLL mit einer Funktion
Die DLL-Schnittstelle wird mit Hilfe der Export-Funktion __declspec(dllexport) definiert.

Dies wird im folgenden Beispiel demonstriert:
```
// Nur unter Microsoft Visual C++ hat das Makro "DLL" eine Funktion.

// Unter zum Beispiel Linux ist das Makro "DLL" leer.

#if defined(_MSC_VER)

 
#include
 
<windows.h>

 
#define DLL   extern "C" __declspec(dllexport)

#else

 
#define DLL

#endif

// Die Funktion, die anderen Programmen zur Verfügung gestellt werden soll

// (in diesem Beispiel: Addieren zweier Zahlen)

DLL
 
double
 
AddNumbers
 
(
double
 
a
,
 
double
 
b
)

{

    
return
 
a
 
+
 
b
 
;

}

```

Dieses Beispiel erzeugt beim Kompilieren sowohl eine DLL als auch eine LIB-Datei.

#### Einbinden einer DLL und Aufrufen dieser Funktion
DLL-Funktionen können einfach aufgerufen werden, nachdem man sie mit der Funktion __declspec(dllimport) importiert hat.
```
#include
 
<windows.h>

#include
 
<stdio.h>

// Importieren der Funktion aus der oben erstellten DLL

extern
 
"C"
 
__declspec
(
dllimport
)
 
double
 
AddNumbers
 
(
double
 
a
,
 
double
 
b
)
 
;

int
 
main
 
(
void
)

{

    
// Aufrufen der externen Funktion

    
double
 
result
 
=
 
AddNumbers
 
(
1
,
 
2
)
 
;

    
printf
 
(
"Das Ergebnis ist: %f
\n
"
,
 
result
)
 
;

    
return
 
0
 
;

}

```

Zu beachten ist, dass der Linker die LIB-Datei benötigt und dass sich die DLL-Datei im selben Ordner wie das Programm, das sie aufrufen soll, befinden sollte. Die LIB-Datei wird vom Linker benötigt, damit er „Platzhalter“ für die später aus der DLL aufgerufenen Funktionen einbauen kann.

#### Einbinden einer DLL zur Laufzeit und Aufrufen dieser Funktion
DLL-Bibliotheken können auf zwei verschiedene Weisen in eine Anwendung geladen werden: entweder gleich beim Starten des Programms (so wie in den obigen Beispielen beschrieben) oder erst später während der Laufzeit, indem man die API-Funktionen LoadLibrary, GetProcAddress und FreeLibrary verwendet. Die Art und Weise, wie DLLs während der Laufzeit einzubinden sind, ist in jeder Programmiersprache gleich, solange man eine Windows-API-Funktion importieren möchte. Der folgende Code demonstriert das anhand eines VC++-Beispieles:
```
#include
 
<windows.h>

#include
 
<stdio.h>

// Definition des Types der DLL-Funktion, die verwendet werden soll

typedef
 
double
 
(
*
BinaryFunction_t
)
 
(
double
,
 
double
)
 
;

int
 
main
 
(
void
)

{

    
BinaryFunction_t
  
AddNumbers
  
;

    
double
            
result
      
;

    
BOOL
              
fFreeResult
 
;

    
// DLL-Datei laden

    
HINSTANCE
         
hinstLib
 
=
 
LoadLibrary
 
(
"MyDll.dll"
)
 
;

    
if
 
(
hinstLib
 
!=
 
NULL
)

    
{

        
// Die Einsprungadresse abfragen

        
AddNumbers
 
=
 
(
BinaryFunction_t
)
 
GetProcAddress
 
(
hinstLib
,
 
"AddNumbers"
)
 
;

        
// Die Funktion aufrufen

        
if
 
(
 
AddNumbers
 
!=
 
NULL
 
)

            
result
 
=
 
(
*
AddNumbers
)
 
(
1
,
 
2
)
 
;

        
// Die DLL-Datei wieder entladen

        
fFreeResult
 
=
 
FreeLibrary
 
(
hinstLib
)
 
;

    
}

    
// Das Ergebnis anzeigen

    
if
 
(
hinstLib
 
==
 
NULL
  
||
  
AddNumbers
 
==
 
NULL
)

        
printf
 
(
"Fehler: Konnte die Funktion nicht aufrufen
\n
"
)
 
;

    
else

        
printf
 
(
"Das Ergebnis ist: %f
\n
"
,
 
result
)
 
;

    
return
 
0
 
;

}

```

Die LIB-Datei wird in diesem Fall nicht benötigt. Die DLL-Datei muss aber immer noch in einem Ordner liegen, der dem Programm zugänglich ist.
Zu beachten ist außerdem, dass beim Versuch, eine nicht vorhandene DLL direkt beim Programmstart automatisch mitladen zu lassen, vom Betriebssystem eine Fehlermeldung angezeigt und das Programm beendet wird, ohne dass der Programmierer eine Möglichkeit hat, diesen Fehler abzufangen. Beim Einbinden von DLLs während der Laufzeit können Fehler beim Laden hingegen abgefangen werden.

### Verwenden von DLLs in Object Pascal

#### Erstellen einer DLL
Im Kopf des Quellcodes muss das Schlüsselwort library an Stelle von program verwendet werden. Am Ende der Datei werden dann die zu exportierenden Funktionen im exports-Bereich aufgelistet:
```
 
library
 
Beispiel
;

 
// Die Funktion, die anderen Programmen zur Verfügung gestellt werden soll

 
// (in diesem Beispiel: Addieren zweier Zahlen)

 
function
 
AddNumbers
(
a
,
 
b
:
 
Double
)
:
 
Double
;
 
cdecl
;

 
begin

   
Result
 
:=
 
a
 
+
 
b
;

 
end
;

 
// Exportieren der Funktion

 
exports

   
AddNumbers
;

 
// In diesem Fall muss kein spezieller Initialisierungs-Quellcode angegeben werden

 
begin

 
end
.

```

#### Eine DLL einbinden / aufrufen
Delphi benötigt keine LIB-Dateien, um eine Funktion korrekt importieren zu können. Zum Einbinden einer DLL muss lediglich das Schlüsselwort external verwendet werden:
```
 
program
 
Beispiel
;

 
{$APPTYPE CONSOLE}

 
// Importieren der Funktion aus einer externen DLL

 
function
 
AddNumbers
(
a
,
 
b
:
 
Double
)
:
 
Double
;
 
cdecl
;
 
external
 
'Beispiel.dll'
;

 
var
 
result
:
 
Double
;

 
begin

   
result
 
:=
 
AddNumbers
(
1
,
 
2
)
;

   
Writeln
(
'Das Ergebnis ist: '
,
 
result
)

 
end
.

```

### DLLs in Visual Basic Classic verwenden
Von VB bis zur Version 6 wird nur das Laden von DLLs während der Laufzeit unterstützt. Zusätzlich zur Verwendung der API-Funktionen LoadLibrary und GetProcAddress ist es in Visual Basic aber möglich, externe DLL-Funktionen zu deklarieren, was für den Entwickler diese Arbeit um einiges einfacher macht:
```
 
Option
 
Explicit
 
On

 
Declare
 
Function
 
AddNumbers
 
Lib
 
"Example.dll"
 
(
ByVal
 
a
 
As
 
Double
,
 
ByVal
 
b
 
As
 
Double
)
 
As
 
Double

 
Sub
 
Main
()

 
Dim
 
Result
 
As
 
Double

     
Result
 
=
 
AddNumbers
(
1
,
 
2
)

     
Debug
.
Print
 
"Das Ergebnis ist: "
 
&
 
Result

 
End
 
Sub

```

Wenn beim Laden der DLL-Funktion ein Fehler auftritt, löst VB einen Laufzeitfehler aus. Dieser kann aber abgefangen und behandelt werden. Weiterhin muss man die Aufrufkonvention der exportierten Funktion beachten: Visual Basic nimmt an, dass die Funktion _stdcall ist. Deshalb war bis VB7 der Import von _cdecl-Funktionen nur über eine zwischengeschaltete Wrapper-DLL möglich.

### Win32-DLLs im .Net-Framework verwenden
In .NET werden DLLs mithilfe des DllImport-Attributs eingebunden. Dazu ist der Namespace „System.Runtime.InteropServices“ nötig. Der Funktionsprototyp wird in C# als „extern“ angegeben, was in VB.NET nicht nötig ist, anschließend kann die Funktion wie jede andere angesprochen werden:

#### C#
```
using
 
System
;

using
 
System.Runtime.InteropServices
;

namespace
 
DllImportBeispiel

{

    
class
 
Program

    
{

        
[DllImport("Example.dll")]

        
static
 
extern
 
double
 
AddNumbers
(
double
 
a
,
 
double
 
b
);

        
static
 
void
 
Main
()

        
{

            
Console
.
WriteLine
(
 
AddNumbers
(
 
1
,
 
2
 
)
 
);

        
}

    
}

}

```

#### VB.NET
```
Imports
 
System.Runtime.InteropServices

Class
 
Program

  
<
DllImport
(
"Example.dll"
)
>
 
_

  
Private
 
Shared
 
Function
 
AddNumbers
(
a
 
As
 
Double
,
 
b
 
As
 
Double
)
 
As
 
Double

  
End
 
Function

  
Private
 
Shared
 
Sub
 
Main
()

    
Console
.
WriteLine
(
AddNumbers
(
1
,
 
2
))

  
End
 
Sub

End
 
Class

```

#### Direkte Einbindung von DLLs in Visual Studio
Wenn jedoch auf mehrere Methoden oder Funktionen einer DLL zugegriffen werden soll, kann diese auch über den Projekt Explorer von Visual Studio direkt eingebunden werden. Anschließend können die Funktionen der DLL verwendet werden, indem man entweder im Code den vollständigen Namespace vor der Klasse der Methode angibt, oder indem man mit using (C#) beziehungsweise Imports (VB.Net) den Namespace direkt einbindet. Bei dieser Vorgehensweise wird der System.Runtime.InteropServices Namespace nicht benötigt.
Im Folgenden ist obiges Beispiel mit direkt eingebundener DLL veranschaulicht (der Namespace entspricht hier dem Namen der DLL):

##### C#
```
using
 
Example
;

class
 
Program

{

    
static
 
void
 
Main
()

    
{

        
Console
.
WriteLine
(
AddNumbers
(
1
,
 
2
));

    
}

}

```

##### VB.Net
```
Imports
 
Example

Class
 
Program

    
Private
 
Shared
 
Sub
 
Main
()

        
Console
.
WriteLine
(
AddNumbers
(
1
,
 
2
))

    
End
 
Sub

End
 
Class

```